# Overturn-Gletscher
Der Overturn-Gletscher (von englisch overturn ‚kentern‘) ist ein kurzer Gletscher im ostantarktischen Viktorialand. In den Darwin Mountains fließt er 5,8 km westlich des Junction Spur in den Hatherton-Gletscher.
Ein Feldforschungsteam des New Zealand Antarctic Research Programme benannte ihn 1991 so, nachdem es mit seinem Schlitten bei der Abfahrt über den Gletscher auf dramatische Weise gestürzt war.